# Tour of Qatar 2009
Il Tour of Qatar 2009, ottava edizione della corsa, si svolse dal 1° al 6 febbraio su un percorso di 687 km ripartiti in 6 tappe. Fu vinto dal belga Tom Boonen della Quick Step, al suo terzo successo in questa competizione, secondo consecutivo, davanti all'australiano Heinrich Haussler e al britannico Roger Hammond.

## Tappe
| Tappa  | Data       | Percorso                            | km    | Vincitore di tappa | Leader cl. generale |
| ------ | ---------- | ----------------------------------- | ----- | ------------------ | ------------------- |
| 1ª     | 1 febbraio | Doha > Doha                         | 6     | Garmin-Slipstream  | Bradley Wiggins     |
| 2ª     | 2 febbraio | Khalifa > Al Khor Corniche          | 134   | Roger Hammond      | Roger Hammond       |
| 3ª     | 3 febbraio | Al Zubarah > Doha                   | 137,5 | Tom Boonen         | Tom Boonen          |
| 4ª     | 4 febbraio | Doha > Madinat Al Shamal            | 141   | Mark Cavendish     | Tom Boonen          |
| 5ª     | 5 febbraio | Camel Race Track > Qatar Foundation | 147,5 | Tappa annullata    | Tom Boonen          |
| 6ª     | 6 febbraio | Sealine Beach Resort > Doha         | 121   | Mark Cavendish     | Tom Boonen          |
| Totale | Totale     | Totale                              | 687   |                    |                     |

## Dettagli delle tappe

### 1ª tappa
- 1 febbraio: Doha > Doha (cron. squadre) – 6 km

| Pos. | Squadra           | Tempo |
| ---- | ----------------- | ----- |
| 1    | Garmin-Slipstream | 6'34" |
| 2    | Quick Step        | a 1"  |
| 3    | Team Katusha      | a 2"  |

| Pos. | Corridore       | Squadra | Tempo |
| ---- | --------------- | ------- | ----- |
| 1    | Bradley Wiggins | Garmin  | 6'34" |
| 2    | Hans Dekkers    | Garmin  | s.t.  |
| 3    | Kilian Patour   | Garmin  | s.t.  |

### 2ª tappa
- 2 febbraio: Khalifa > Al Khor Corniche – 134 km

| Pos. | Corridore         | Squadra      | Tempo    |
| ---- | ----------------- | ------------ | -------- |
| 1    | Roger Hammond     | Cervélo      | 3h33'00" |
| 2    | Danilo Napolitano | Team Katusha | a 1"     |
| 3    | Heinrich Haussler | Cervélo      | s.t.     |

| Pos. | Corridore         | Squadra    | Tempo    |
| ---- | ----------------- | ---------- | -------- |
| 1    | Roger Hammond     | Cervélo    | 3h39'30" |
| 2    | Tom Boonen        | Quick Step | a 6"     |
| 3    | Heinrich Haussler | Cervélo    | a 7"     |

### 3ª tappa
- 3 febbraio: Al Zubarah > Doha – 137,5 km

| Pos. | Corridore         | Squadra       | Tempo    |
| ---- | ----------------- | ------------- | -------- |
| 1    | Tom Boonen        | Quick Step    | 2h34'53" |
| 2    | Danilo Napolitano | Team Katusha  | s.t.     |
| 3    | Jürgen Roelandts  | Silence-Lotto | s.t.     |

| Pos. | Corridore         | Squadra    | Tempo    |
| ---- | ----------------- | ---------- | -------- |
| 1    | Tom Boonen        | Quick Step | 6h14'16" |
| 2    | Roger Hammond     | Cervélo    | a 6"     |
| 3    | Heinrich Haussler | Cervélo    | a 14"    |

### 4ª tappa
- 4 febbraio: Doha > Madinat Al Shamal – 141 km

| Pos. | Corridore         | Squadra    | Tempo    |
| ---- | ----------------- | ---------- | -------- |
| 1    | Mark Cavendish    | Columbia   | 4h04'55" |
| 2    | Heinrich Haussler | Cervélo    | s.t.     |
| 3    | Tom Boonen        | Quick Step | s.t.     |

| Pos. | Corridore         | Squadra    | Tempo     |
| ---- | ----------------- | ---------- | --------- |
| 1    | Tom Boonen        | Quick Step | 10h19'07" |
| 2    | Roger Hammond     | Cervélo    | a 10"     |
| 3    | Heinrich Haussler | Cervélo    | a 18"     |

### 5ª tappa
- 5 febbraio: Camel Race Track > Qatar Foundation – Tappa annullata

### 6ª tappa
- 6 febbraio: Sealine Beach Resort > Doha – 121 km

| Pos. | Corridore         | Squadra     | Tempo    |
| ---- | ----------------- | ----------- | -------- |
| 1    | Mark Cavendish    | Columbia    | 2h26'18" |
| 2    | Robert Förster    | Team Milram | s.t.     |
| 3    | Heinrich Haussler | Cervélo     | s.t.     |

| Pos. | Corridore         | Squadra    | Tempo     |
| ---- | ----------------- | ---------- | --------- |
| 1    | Tom Boonen        | Quick Step | 12h55'25" |
| 2    | Heinrich Haussler | Cervélo    | a 8"      |
| 3    | Roger Hammond     | Cervélo    | a 10"     |

## Classifiche finali

### Classifica generale
| Pos. | Corridore              | Squadra          | Tempo     |
| ---- | ---------------------- | ---------------- | --------- |
| 1    | Tom Boonen             | Quick Step       | 12h55'25" |
| 2    | Heinrich Haussler      | Cervélo TestTeam | a 8"      |
| 3    | Roger Hammond          | Cervélo TestTeam | a 10"     |
| 4    | Daniel Lloyd           | Cervélo TestTeam | a 25"     |
| 5    | Andreas Klier          | Cervélo TestTeam | a 27"     |
| 6    | Xavier Florencio Cabre | Cervélo TestTeam | a 28"     |
| 7    | Angelo Furlan          | Lampre-NGC       | a 1'07"   |
| 8    | Gabriel Rasch          | Cervélo TestTeam | a 1'43"   |
| 9    | Mark Cavendish         | Team Columbia    | a 2'11"   |
| 10   | Tom Veelers            | Skil-Shimano     | a 2'35"   |